# Chefferie Édéa-Bakoko
La Chefferie Édéa-Bakoko est une chefferie traditionnelle de 1er degré située dans la région du Littoral. Elle fait partie des chefferies traditionnelles au Cameroun. Elle est dirigée par Sa Majesté William Ndong-Tsombe. 

## Situation administrative et géographique
La chefferie Édéa-Bakoko est située dans la commune d'Édéa 1er, localisée dans le département de la Sanaga Maritime. Elle a été élevée au rang de chefferie traditionnelle de 1er degré en vertu de l'Arrêté n°019/CAB/PM du 07 février 1981 déterminant les groupements traditionnels de 1er degré. Elle compte parmi les onze chefferies de 1er degré recensées dans le Littoral en 2022.